# Vlag van Arauca

Vlag van Arauca

De vlag van Arauca bestaat uit twee horizontale banden in de kleurencombinatie rood-groen. De rode kleur staat voor het bloed dat vergoten is voor de onafhankelijkheid van Colombia en het groen staat voor de oneindige vlakte. De vlag is in gebruik sinds 1979; voorheen had het departement Arauca geen eigen vlag.